# Mijaíl Kótov
Mijaíl Ivánovich Kótov (o Mikhail Ivanovich Kotov) (translitera del cirílico ucraniano Михайло Іванович Котов (28 de octubre de 1896, Zadonsk, región de Lípetsk - 25 de agosto de 1978, Kiev) fue un botánico, geobotánico ucraniano. Investigador de la flora vascular de Ucrania, el Cáucaso, Siberia, los Urales y en otras regiones de Rusia. Desarrolló desde 1938, gran parte de su actividad académica en el Departamento de Sistemática de las plantas superiores del Instituto de Botánica de la Academia de Ciencias de la URSS.

## Algunas publicaciones
- mikhail i. Kotov, vladimir g. Liaskovskii. 1978. Tii︠e︡ï surovoï oseni: heroïchna povistʹ. Ed. Dnipro, 461 pp.

- -------------------, ---------------------------. 1973. Povistʹ pro Haĭdara. Ed. Radi︠a︡nsʹkyĭ pysʹmennyk, 294 pp.

## Honores
- 1967: honrado como científico BASSR
- 1951: galardonado con el Premio Stalin
- 1969:Premio Estatal de la Unión Soviética

### Eponimia
- (Apiaceae) Daucus kotovii M.Hiroe[2]

- (Brassicaceae) Alyssum kotovii A.P.Iljinsk.[3]

- (Euphorbiaceae) Euphorbia kotovii Klokov[4]

- (Fabaceae) Medicago kotovii Wissjul.[5]

- (Poaceae) Agrotrigia × kotovii Tzvelev[6]

- (Poaceae) Pseudoroegneria kotovii (Dubovik) Á.Löve[7]

- (Polygalaceae) Polygala × kotovii Val.N.Tikhom.[8]

- (Rubiaceae) Asperula kotovii Klokov[9]

- La abreviatura «Kotov» se emplea para indicar a Mijaíl Kótov como autoridad en la descripción y clasificación científica de los vegetales.[10]